# Östliches Wieselmeerschweinchen
Das Östliche Wieselmeerschweinchen (Galea flavidens) ist eine Art aus der Gattung der Gelbzahnmeerschweinchen (Galea). Die Tiere kommen im Bundesstaat Goiás im zentralen Brasilien vor.

## Merkmale
Das Östliche Wieselmeerschweinchen hat eine Kopf-Rumpf-Länge von 20,5 bis 23 Zentimetern bei einem Gewicht von 150 bis 330 Gramm. Die Ohrlänge beträgt 24 bis 25 Millimeter, die Hinterfußlänge 43 bis 47 Millimeter. Das Rückenfell ist grau mit bräunlicher Einfärbung. Es entspricht in Größe und Aussehen weitgehend dem Spix-Gelbzahnmeerschweinchen (Galea spixii), hat allerdings eine schwarze Einfärbung des Fells, die von den Augen bis in den Nacken reicht. Das Abdomen und die Innenseiten der Beine sind weißlich.

## Verbreitung

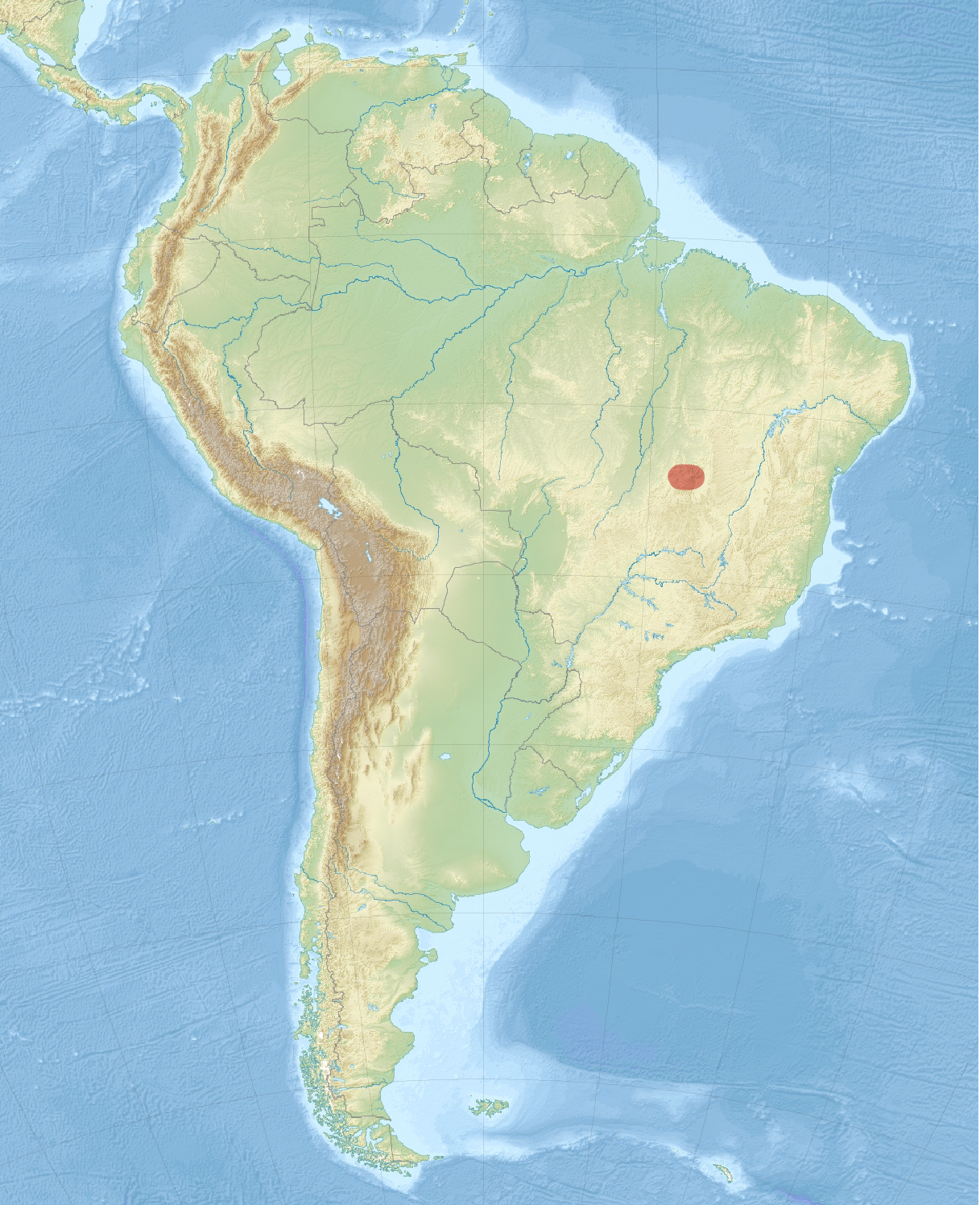
Verbreitungsgebiet des Östlichen Wieselmeerschweinchens

Die Art ist bislang nur aus dem Cerrado des Chapada dos Veadeiros im brasilianischen Bundesstaat Goiás bekannt, wobei die Grenzen des Verbreitungsgebietes nicht klar sind.

## Lebensweise
Über die Lebensweise des Östlichen Wieselmeerschweinchens liegen nur wenige Informationen vor, es lebt in den Waldbereichen des Cerrado. Die Tiere leben in Bauen und wie andere Meerschweinchen sind sie Pflanzenfresser und ernähren sich wahrscheinlich vor allem von Gräsern und Kräutern.
Bislang gibt es zu der Art nur einen Fortpflanzungsnachweis durch ein trächtiges Weibchen mit einem Embryo, das im November beobachtet wurde.

## Systematik
Das Östliche Wieselmeerschweinchen wird als eigenständige Art innerhalb der Gelbzahnmeerschweinchen (Gattung Galea) eingeordnet. Die wissenschaftliche Erstbeschreibung stammt von dem deutschen Forschungsreisenden und Naturforscher Johann Friedrich von Brandt aus dem Jahr 1835, der die Art unter dem Namen Cavia flavidens beschrieb. Der dänische Paläontologe und Zoologe Peter Wilhelm Lund beschrieb 1839 mit Cavia bilobidens eine fossile Art der Meerschweinchen, die 1961 mit Cavia flavidens synonymisiert wurde. 1855 stellte Christian Gottfried Giebel die Art in die Gattung Kerodon. Die erste Verwendung des heute gültigen Namens erfolgte durch Oldfield Thomas im Jahr 1916.
Teilweise wurde das Östliche Wieselmeerschweinchen als Synonym des Spix-Gelbzahnmeerschweinchens (Galea spixii) betrachtet. Aufgrund von Zahnmerkmalen und Vergleichen der Schädelmorphologie wurde der Artstatus allerdings bestätigt. Innerhalb der Art werden keine Unterarten beschrieben.

## Gefährdung und Schutz
Die Art wird von der International Union for Conservation of Nature and Natural Resources (IUCN) als nicht gefährdet (least concern) gelistet. Obwohl über die Tiere wenig bekannt ist und sie selten beobachtet werden, wird die Einordnung durch die nicht gefährdeten Lebensräume und die angenommene weit verstreute Population innerhalb des Verbreitungsgebiets begründet.

## Belege
1. 1 2 3 4 5 6  
Eastern Yellow-toothes Cavy Galea flavidens. In: T.E. Lacher jr: Family Caviidae In: Don E. Wilson, T.E. Lacher, Jr., Russell A. Mittermeier (Herausgeber): Handbook of the Mammals of the World: Lagomorphs and Rodents 1. (HMW, Band 6) Lynx Edicions, Barcelona 2016, S. 435. ISBN 978-84-941892-3-4.
2. 1 2 3 4  
Jonathan L. Dunnum: Jonathan L. Dunnum: Galea flavidens (Brandt, 1835) In: James L. Patton, Ulyses F.J. Pardinas, Guillermo D’Elía (Hrsg.): Mammals of South America, Volume 2 – Rodents. The University of Chicago Press, Chicago 2015; S. 705–706. ISBN 978-0-226-16957-6.
3. 1 2  
Galea flavidens. In: Don E. Wilson, DeeAnn M. Reeder (Hrsg.): Mammal Species of the World. A taxonomic and geographic Reference. 2 Bände. 3. Auflage. Johns Hopkins University Press, Baltimore MD 2005, ISBN 0-8018-8221-4.
4. ↑  
K. Solmsdorff, D. Kock, C. Hohoff, N. Sachser: Comments on the genus Galea Meyen 1833 with description of Galea monasteriensis n. sp. from Bolivia (Mammalia, Rodentia, Caviidae). Senckenbergiana Biologica 84, 2004; S. 137–156.
5. 1 2  
Galea flavidens in der Roten Liste gefährdeter Arten der IUCN 2022. Eingestellt von: M. Weksler, 2016. Abgerufen am 1. Oktober 2022.